# Gris de Vienne
Le gris de Vienne est une race de lapin domestique originaire d’Allemagne.

## Origine
Il s’agit d’une très ancienne race de lapin allemande sélectionnée à partir des lapins communs que l’on trouvait dans les fermes du pays. Elle fut exposée pour la première fois à Chemnitz sous la dénomination de « lapin allemand ». Toutes les couleurs sont admises dans les premiers standards de la race. Il pèse alors 2 à 2,5 kg, mais on décide rapidement de l’améliorer avec des races géantes. Il est renommé alors « nouveau lapin allemand », mais cela ne l’empêche pas de sombrer dans l’oubli.
Dans les années 1930, Gustave Korn d’Eislingen présente des lapins gris lors de l’exposition du club des éleveurs de lapin Vienne du Wurtemberg. Ils y sont bien accueillis et sont après quelques années reconnus par les standards allemand sous le nom de « gris de Vienne ». La race est rebaptisée par la suite « lapin allemand » en 1943. Après la Seconde Guerre mondiale et divers croisements avec des Vienne et des chinchillas, l’appellation « gris de Vienne » fait son retour dans les standards allemands, et jouit peu à peu d’un certain succès dans ce pays.

## Description
Le gris de Vienne est un lapin de taille moyenne qui pèse entre 3 et 5 kg. Il a un corps cylindrique, très musclé, large et compact, avec une forte nuque et une ligne dorsale régulière. Le cou est assez court et porte une tête forte et large. Les oreilles sont droites, bien ouvertes, et mesure entre 11 et 13,5 cm. Un léger fanon est toléré chez la femelle. La fourrure est assez longue, très dense, souple et aérée. Elle est de couleur gris brun piqueté de noir, avec des nuances pouvant aller du gris lièvre à un gris assez foncé. On observe une sous-couleur bleue et une entre-couleur roussâtre. Le bord des oreilles est marqué d’un liseré noir. Un cercle pâle entoure les yeux et le dessous des pattes, du menton, du ventre et de la queue sont blancs. Les yeux sont bruns.

## Aptitudes
À l’origine, le gris de Vienne était un lapin de petite taille reconnu pour sa prolificité et sa rusticité.

## Diffusion
Le gris de Vienne est assez populaire en Allemagne, et s’exporte de plus en plus. La race, devenue officielle en 1989 en France, n’y est pas encore très répandue.